# Personer i Sverige födda i Schweiz
Till personer i Sverige födda i Schweiz räknas personer som är folkbokförda i Sverige och som har sitt ursprung i Schweiz. Enligt Statistiska centralbyrån fanns det 2017 i Sverige sammanlagt cirka 3 900 personer födda i Schweiz.

## Historisk utveckling

### Födda i Schweiz
| Personer i Sverige födda i Schweiz 1900–2024 | Personer i Sverige födda i Schweiz 1900–2024 | Personer i Sverige födda i Schweiz 1900–2024 | Personer i Sverige födda i Schweiz 1900–2024 | Personer i Sverige födda i Schweiz 1900–2024 |
| --- | -------------------------------------------- | -------------------------------------------- | -------------------------------------------- | -------------------------------------------- |
| |                                              |                                              |                                              |                                              |
| År |                                              |                                              | Folkmängd                                    |                                              |
| 1900 | 1900                                         |                                              | 129                                          |                                              |
| 1930 | 1930                                         |                                              | 215                                          |                                              |
| 1950 | 1950                                         |                                              | 903                                          |                                              |
| 1960 | 1960                                         |                                              | 1 415                                        |                                              |
| 1970 | 1970                                         |                                              | 1 795                                        |                                              |
| 1980 | 1980                                         |                                              | 1 760                                        |                                              |
| 1990 | 1990                                         |                                              | 1 932                                        |                                              |
| 2000 | 2000                                         |                                              | 2 389                                        |                                              |
| 2001 | 2001                                         |                                              | 2 458                                        |                                              |
| 2002 | 2002                                         |                                              | 2 499                                        |                                              |
| 2003 | 2003                                         |                                              | 2 557                                        |                                              |
| 2004 | 2004                                         |                                              | 2 568                                        |                                              |
| 2005 | 2005                                         |                                              | 2 620                                        |                                              |
| 2006 | 2006                                         |                                              | 2 690                                        |                                              |
| 2007 | 2007                                         |                                              | 2 759                                        |                                              |
| 2008 | 2008                                         |                                              | 2 876                                        |                                              |
| 2009 | 2009                                         |                                              | 2 984                                        |                                              |
| 2010 | 2010                                         |                                              | 3 061                                        |                                              |
| 2011 | 2011                                         |                                              | 3 211                                        |                                              |
| 2012 | 2012                                         |                                              | 3 251                                        |                                              |
| 2013 | 2013                                         |                                              | 3 329                                        |                                              |
| 2014 | 2014                                         |                                              | 3 415                                        |                                              |
| 2015 | 2015                                         |                                              | 3 584                                        |                                              |
| 2016 | 2016                                         |                                              | 3 737                                        |                                              |
| 2017 | 2017                                         |                                              | 3 868                                        |                                              |
| 2018 | 2018                                         |                                              | 4 021                                        |                                              |
| 2019 | 2019                                         |                                              | 4 183                                        |                                              |
| 2020 | 2020                                         |                                              | 4 258                                        |                                              |
| 2021 | 2021                                         |                                              | 4 445                                        |                                              |
| 2022 | 2022                                         |                                              | 4 523                                        |                                              |
| 2023 | 2023                                         |                                              | 4 692                                        |                                              |
| 2024 | 2024                                         |                                              | 4 897                                        |                                              |
| Anm.: Befolkning den 31 december respektive år förutom åren 1960 och 1970 som avser förhållandet den 1 november och år 1980 som avser förhållandet den 15 september. |                                              |                                              |                                              |                                              |